# 大谷盛雄
大谷 盛雄（おおたに もりお、1938年 - ）は、日本の演出・振付家。香川県出身。

## 略歴
1938年、香川県に生まれる。
高校卒業後に、大阪の北野ダンシングチームに入門。以降、数々の舞台に出演、振付を担当し、メトロダンシングチームでトップを勤める。
ダンサーを引退後の現在まで、少女歌劇を中心に、数々の舞台で演出、振付を担当する。

## 演出・振付作品一覧

### ハウステンボス歌劇団
- 「夢を追う妖精」作・演出・振付
- 「花に舞う妖精たち」作・演出・振付
- 「今様 Konyou～祝い舞～」　構成・演出・振付
- 「Legendary Dream～愛のはじまり～」 作・演出・振付
- 「Espacio Pasion～情熱の空間～」作・演出・振付
- 「ダンシング　ハート～刹那にRED SPARK～」作・演出・振付

## 振付作品一覧

### 宝塚歌劇団
- 「プレンティフル・ジョイ」
- 「ザ・ビッグアップル」
- 「ラブ・コネクション」
- 「レ・シェルバン」
- 「シトラスの風」
- 「ラヴィール」
- 「ザ・レビュー99」
- 「タンゴ・アルゼンチーノ」
- 「華麗なる千拍子99」
- 「LUNA」
- 「ザ・ビューティーズ」
- 「Asian Sunrise」
- 「ベルサイユのばら2001～オスカルとアンドレ編～」
- 「Rose Garden」
- 「LUCKY STAR!」
- 「テンプテーション!」
- 「雨に唄えば」
- 「ファントム」
- 「REVUE OF DREAMS」
- 「ASIAN WINDS」
- 「ダンシング・フォー・ユー」
- 「Rhapsodic Moon」